# Khristina Kaltjeva
Khristina Kaltjeva, född den 29 maj 1977, är en bulgarisk före detta friidrottare som tävlade i höjdhopp.
Kaltjeva deltog vid inomhus-VM 1999 där hon vann guld med ett hopp på 1,99. Hon deltog även vid Olympiska sommarspelen 2000 men rev ut sig i kvalet på sin ingångshöjd 1,80.